# Данидин (Флорида)
Данидин (енгл. Dunedin) град је у америчкој савезној држави Флорида. По попису становништва из 2010. у њему је живело 35.321 становника.

## Демографија
Према попису становништва из 2010. у граду је живело 35.321 становника, што је 370 (1,0%) становника мање него 2000. године.
| Група             | 2000.          | 2010.          |
| Белци             | 32.996 (92,4%) | 30.874 (87,4%) |
| Афроамериканци    | 714 (2,0%)     | 1.150 (3,3%)   |
| Азијати           | 397 (1,1%)     | 569 (1,6%)     |
| Хиспаноамериканци | 1.192 (3,3%)   | 2.093 (5,9%)   |
| Укупно            | 35.691         | 35.321         |